# Joaquin Miller
Joaquin Miller, vlastním jménem Cincinnatus Heine Miller (8. září 1837 Liberty – 17. února 1913 Oakland) byl americký básník a cestovatel, kronikář dobývání Divokého západu a barvitá postava dobových bohémských kruhů.
Narodil se v Indianě v kvakerské rodině, která se později přestěhovala do Willamette Valley. V době kalifornské zlaté horečky se vypravil za dobrodružstvím a bohatstvím do Shasta County. Millerův životopis je plný barvitých a pravděpodobně značně nadsazených nebo úplně smyšlených historek o tom, že se narodil v krytém voze cestou na Západ, že byl raněn v bitvě zlatokopů s domorodci, oženil se s indiánkou, jezdil pro Pony Express, byl vězněn za krádeže koní nebo že se zúčastnil dobývání Střední Ameriky s Williamem Walkerem. Jeho básnické jméno je poctou kalifornskému desperátovi Joaquinu Muriettovi.
V době americké občanské války se Miller usadil v San Francisku a pracoval jako novinář a právník, v roce 1868 vydal svoji první básnickou sbírku Specimens. Ve svém díle popisoval krajinu amerického Západu a tvrdý život prvních osadníků, získal přízvisko „Básník Sierry Nevady“. V roce 1870 podnikl úspěšné turné po Anglii, kde byl přirovnáván k Byronovi. Přátelil se s předními intelektuály jako Bret Harte nebo Ambrose Bierce, v divadelní hře The Danites odsoudil mormonismus, žil ve vlastnoručně postaveném srubu a později v bizarní oaklandské rezidenci The Hights, která je chráněnou historickou památkou, v roce 1897 popisoval jako první reportér zlatou horečku na Klondiku, prestižní Bohemian Club ho přijal za čestného člena.